# Herman Wouk
Herman Wouk (27. května 1915, New York – 17. května 2019, Palm Springs) byl americký spisovatel židovského původu. Vydal patnáct románů, především historických, z nichž nejznámější jsou Vichry války (1971) a volné pokračování Válka & vzpomínky (1978). Za román The Caine Mutiny (1951) získal Pulitzerovu cenu. Tento román byl v roce 1954 zfilmován, s Humphrey Bogartem v hlavní roli.
Tvořil i literaturu faktu, jeho kniha This Is My God vysvětluje judaismus z moderní ortodoxní perspektivy židovskému i nežidovskému čtenáři. Kniha The Language God Talks: On Science and Religion zkoumala napětí mezi náboženstvím a vědou a vznikla na základě diskuse s teoretickým fyzikem Richardem Feynmanem. U přáležitosti jeho stých narozenin vyšly jeho paměti Sailor and Fiddler: Reflections of a 100-Year-Old Author. Jeho knihy byly přeloženy do 27 jazyků.
Roku 1934 získal titul bakalář na Kolumbijské univerzitě. V letech 1942–1946 působil v námořnictvu Spojených států amerických a zúčastnil se bojů druhé světové války. Sloužil jako důstojník na palubě dvou minolovek a získal hodnost poručíka. Zúčastnil se několika vylodění, včetně bitvy o Okinawu. Na palubě válečné lodi také začal psát svůj první román (Aurora Dawn). Ten pak vyšel roku 1947. Dožil se 103 let, zemřel jen deset dnů před 104. narozeninami.
V roce 2011 napsal Stephen King povídku Herman Wouk je stále naživu (Herman Wouk Is Still Alive). Vznikla jako součást sázky mezi Kingem a jeho synem Owenem, ve kterém měl poražený napsat příběh založený na titulu dodaném vítězem. Owen King přišel s tímto názvem poté, co si v novinách přečetl, že Herman Wouk je stále naživu a píše, přestože mu je přes devadesát let.